# Bruxaria islandesa
Bruxaria Islandesa, refere-se as antigas práticas de feitiçaria usada na Islândia e também na Escandinávia em geral, caracterizada principalmente pelo uso de Galdrastafir(staves), bastões mágicos islandeses, sigilados uso das runas e a prática do Seiður. No contexto atual, é uma forma de bruxaria que se popularizou no século Século XX, principalmente por pessoas ligadas ao Heathenismo e esoterismo. Sua prática possui diversas influências de outros sistemas mágicos, tal como foi também no século XVII.

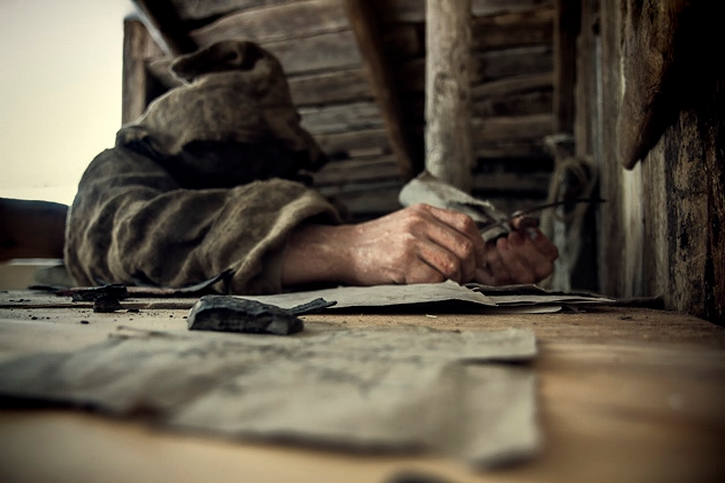
Uma representação no museu Strandagaldur, de Jón Rögnvaldsson, a primeira pessoa executada por praticar bruxaria na Islândia, acusado de criar um fantasma para causar danos às pessoas e ao gado.

O grimório compilado de feitiços islandeses mais conhecido, é o Galdrarbók e hoje na Islândia, possui um museu especialmente voltado ao tema da antiga bruxaria islandesa, chamado Strandagaldur, em Hólmavík.

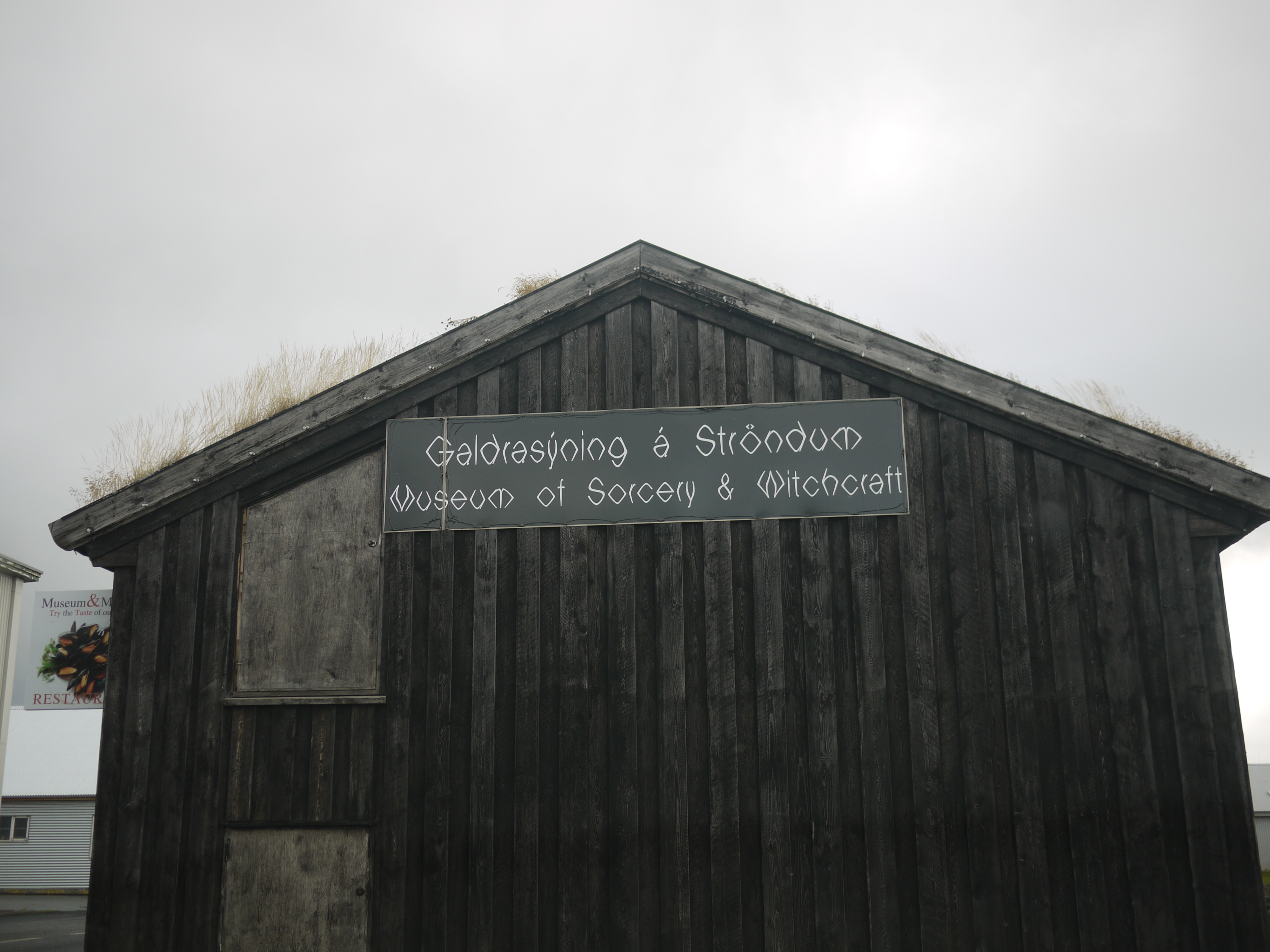
Exterior de Strandagaldur, o Museu de Feitiçaria e Bruxaria Islandesa em Hólmavík

## Trajetória e condenações
Na Islândia, o uso de pequenos feitiços, tornou-se comum no cotidiano de algumas pessoas, para os mais diversos fins, desde capturar um ladrão e até curar o próprio gado ou lançar pragas no do vizinho, conservar comida e cerveja, evitar morte por afogamento, entre outros. No século XVII, um número de aproximadamente  21 islandeses, foram mortos na fogueira por praticarem bruxaria, o primeiro a ser condenado e executado por tal prática foi Jón Rögnvaldsson, acusado de criar um fantasma para causar danos às pessoas e ao gado.
"O principal fato que tornou a caça às bruxas na Islândia particularmente única, é que a maioria dos acusados de bruxaria eram homens. De um total aproximado de 120 julgamentos, somente 10 envolviam mulheres. Desse total, 21 pessoas foram queimadas como bruxas, sendo que apenas 1 era mulher. Vale a pena destacar também, que a maioria das pessoas acusadas de bruxaria eram justamente as mais pobres."
Com a proibição da magia islandesa, passou a ser praticada clandestinamente, e muitas informações morreram, exceto com a conservação de alguns manuscritos, como de huld e o Galdrakver.

### Renascimento e recontextualização
Com um maior interesse pela prática da magia e bruxaria Islandesa, a partir do século XX, pessoas ligadas o esoterismo e paganismo germânico em geral, começaram a se dedicar ao estudo e prática dessa arte, que apesar do uso de Galdrastafur, se fazer presente em uma Islândia já cristianizada, com influência de diversos sistemas e significados cristãos, muitos pagãos hoje trazem o uso desses staves com elementos e simbologias unicamente pagãs, porém a continuidade de influências de outros sistemas mágicos ainda se faz presente, como sempre o fora, isso faz com que os praticantes tenha uma certa liberdade para utilizarem de seus próprios métodos para estruturarem seus Galdrastafur e modos de ativação, muitos deles usam elementos folclóricos regionais, compilam feitiços e os difundem de modo artísticos, entre eles estão o Ræveðis e Eril Bolverkr.